# Прапор Кельменців
Пра́пор Кельменці́в затверджено 11 січня 2002 року рішенням Кельменецької селищної ради. Автор проекту прапора  — А. Гречило.

## Опис прапора
Прапор являє собою квадратне полотнище синього кольору. В центрі прапора стоїть жовтий бик, з лівого та правого боків якого розмістилися по дві білі троянди з жовтими осердями та листками.

## Зміст
Бик і квіти вказують на розвинуте тваринництво й рослинництво. Також ці елементи пов'язані з давнім знаком Бессарабії, до складу якої входило містечко.